# Erwin Bolthausen
Erwin Bolthausen (Rohr, 15 de outubro de 1945) é um matemático suíço, que trabalha com estocástica.

## Vida
Bolthausen obteve um doutorado em 1973 no Instituto Federal de Tecnologia de Zurique, orientado por Beno Eckmann, com a tese Einfache Isomorphietypen in lokalisierten Kategorien und einfache Homotopietypen von Polyeder. Obteve a habilitação em 1978 na Universidade de Constança e foi depois professor assistente na Universidade de Frankfurt. De 1979 a 1990 foi professor na Universidade Técnica de Berlim e depois professor na Universidade de Zurique, onde foi de 1998 a 2001 diretor da Faculdade de Matemática.
Bolthausen foi eleito em 2007 membro da Academia Leopoldina.
Foi palestrante convidado do Congresso Internacional de Matemáticos em Pequim (2002: Localization-delocalization phenomena for random interfaces) e do Congresso Europeu de Matemática em Budapeste (1996: Large deviations and perturbations of random walks and random surfaces).

## Obras
- Editor com Anton Bovier: Spin glasses, Springer Verlag, Lecturenotes in Mathematics, Volume 1900, 2007
- com A. Sznitman Ten lectures on random media, Birkhäuser 2002 (DMV Seminar Oberwolfach 1999)
- Ultrametricity in mean-field spin glasses, Seminaire Bourbaki, Março 2014